# 叠氮化铬
叠氮化铬是一种无机化合物，化学式为Cr(N
3)
3，它可以在铬盐和叠氮化钠的反应中生成。它于1922年通过干燥的硝酸铬和叠氮化钠在无水乙醇中反应得到。光谱学研究得到，反应溶液中的绿色来自于单叠氮-铬(III)配合物，两处吸收最大值位于445和605 nm。其光学性质源于Cr3+离子。